# BNP Paribas Open 2015
BNP Paribas Open 2015 (також відомий під назвою Мастерс Індіан-Веллс 2015) — професійний тенісний турнір, що проходили на кортах з твердим покриттям Indian Wells Tennis Garden в Індіан-Веллсі (США). Це був 42-й за ліком Мастерс Індіан-Веллс серед чоловіків і 27-й - серед жінок. Належав до категорії Мастерс у рамках Туру ATP 2015 і серії Premier Mandatory в рамках Туру WTA 2015. Тривав з 11 до 22 березня 2015 року.

## Очки і призові

### Нарахування очок
| Дисципліна                 | П    | Ф   | ПФ  | ЧФ  | 1/8 | 1/16 | 1/32 | 1/64 | Q   | Q2  | Q1  |
| Одиночний розряд, чоловіки | 1000 | 600 | 360 | 180 | 90  | 45   | 25*  | 10   | 16  | 8   | 0   |
| Парний розряд, чоловіки    | 1000 | 600 | 360 | 180 | 90  | 0    | Н/Д  | Н/Д  | Н/Д | Н/Д | Н/Д |
| Одиночний розряд, жінки    | 1000 | 650 | 390 | 215 | 120 | 65   | 35*  | 10   | 30  | 20  | 2   |
| Парний розряд, жінки       | 1000 | 650 | 390 | 215 | 120 | 10   | Н/Д  | Н/Д  | Н/Д | Н/Д | Н/Д |

- Гравці, що починають боротьбу з другого кола, отримують і гроші за перше коло.

### Призові гроші
| Дисципліна                 | П        | F        | ПФ       | ЧФ       | 1/8     | 1/16    | 1/32    | 1/64    | Q2     | Q1     |
| Чоловіки, одиночний розряд | $900,400 | $439,420 | $220,230 | $112,270 | $59,185 | $31,670 | $17,100 | $10,485 | $3,125 | $1,600 |
| Жінки, одиночний розряд    | $900,400 | $439,420 | $220,230 | $112,270 | $59,185 | $31,670 | $17,100 | $10,485 | $3,125 | $1,600 |
| Чоловіки, парний розряд    | $295,000 | $143,980 | $72,170  | $36,770  | $19,390 | $10,380 | Н/Д     | Н/Д     | Н/Д    | Н/Д    |
| Жінки, парний розряд       | $295,000 | $143,980 | $72,170  | $36,770  | $19,390 | $10,380 | Н/Д     | Н/Д     | Н/Д    | Н/Д    |

## Учасники чоловічих змагань

### Сіяні пари
Нижче подано список сіяних гравців. Посів ґрунтується на рейтингах ATP станом на 9 березня 2015.
| Сіяний | Рейтинг | Гравець               | Очки перед | Очки, що захищає | Очки здобуті | Очки після | Підсумок                                              |
| ------ | ------- | --------------------- | ---------- | ---------------- | ------------ | ---------- | ----------------------------------------------------- |
| 1      | 1       | Новак Джокович        | 13,205     | 1,000            | 1,000        | 13,205     | Фінал — Роджер Федерер [2]                            |
| 2      | 2       | Роджер Федерер        | 9,205      | 600              | 600          | 9,205      | Його переміг у фіналі Новак Джокович [1]              |
| 3      | 3       | Рафаель Надаль        | 5,675      | 45               | 180          | 5,810      | Його переміг у чвертьфіналі Мілош Раоніч [6]          |
| 4      | 4       | Енді Маррей           | 5,425      | 90               | 360          | 5,695      | Його переміг у півфінал to Новак Джокович [1]         |
| 5      | 5       | Кей Нісікорі          | 5,415      | 45               | 90           | 5,460      | Його переміг у четвертому раунді Фелісіано Лопес [12] |
| 6      | 6       | Мілош Раоніч          | 4,980      | 180              | 360          | 5,160      | Його переміг у півфінал to Роджер Федерер [2]         |
| 7      | 7       | Стен Вавринка         | 4,595      | 90               | 10           | 4,515      | Його переміг у другому колі Робін Гаасе               |
| 8      | 8       | Давид Феррер          | 4,535      | 0                | 45           | 4,580      | Його переміг у третьому колі Бернард Томіч [32]       |
| 9      | 9       | Томаш Бердих          | 4,340      | 10               | 180          | 4,510      | Його переміг у чвертьфіналі Роджер Федерер [2]        |
| 10     | 10      | Марин Чилич           | 3,450      | 90               | 10           | 3,370      | Його переміг у другому колі Хуан Монако               |
| 11     | 11      | Григор Димитров       | 3,055      | 45               | 45           | 3,055      | Його переміг у третьому колі Томмі Робредо [17]       |
| 12     | 12      | Фелісіано Лопес       | 2,325      | 90               | 180          | 2,415      | Його переміг у чвертьфіналі Енді Маррей [4]           |
| 13     | 14      | Жиль Сімон            | 2,050      | 10               | 90           | 2,130      | Його переміг у четвертому раунді Рафаель Надаль [3]   |
| 14     | 15      | Ернестс Гулбіс        | 2,045      | 180              | 45           | 1,910      | Його переміг у третьому колі Адріан Маннаріно         |
| 15     | 16      | Роберто Баутіста Аґут | 2,020      | 90               | 45           | 1,975      | Його переміг у третьому колі Джек Сок                 |
| 16     | 17      | Кевін Андерсон        | 2,005      | 180              | 45           | 1,870      | Його переміг у третьому колі Джон Ізнер [18]          |
| 17     | 19      | Томмі Робредо         | 1,755      | 45               | 90           | 1,800      | Його переміг у четвертому раунді Мілош Раоніч [6]     |
| 18     | 20      | Джон Ізнер            | 1,720      | 360              | 90           | 1,450      | Його переміг у четвертому раунді Новак Джокович [1]   |
| 19     | 22      | Фабіо Фоніні          | 1,540      | 90               | 10           | 1,460      | Його переміг у другому колі Адріан Маннаріно          |
| 20     | 23      | Пабло Куевас          | 1,512      | (15)             | 45           | 1,542      | Його переміг у третьому колі Фелісіано Лопес [12]     |
| 21     | 24      | Іво Карлович          | 1,500      | 0                | 10           | 1,510      | Його переміг у другому колі Стів Джонсон              |
| 22     | 25      | Рішар Гаске           | 1,410      | 45               | 10           | 1,375      | Знявся у другому колі against Міхаель Беррер [Q]      |
| 23     | 26      | Гільєрмо Гарсія-Лопес | 1,405      | 0                | 10           | 1,415      | Його переміг у другому колі Танасі Коккінакіс [WC]    |
| 24     | 27      | Леонардо Маєр         | 1,364      | 0                | 0            | 1,364      | Знявся перед початком турніру                         |
| 25     | 28      | Жульєн Беннето        | 1,335      | 180              | 10           | 1,165      | Його переміг у другому колі Альберт Рамос-Віньйолас   |
| 26     | 29      | Філіпп Кольшрайбер    | 1,325      | 10               | 45           | 1,360      | Його переміг у третьому колі Енді Маррей [4]          |
| 27     | 30      | Лукаш Росол           | 1,230      | 25               | 90           | 1,295      | Його переміг у четвертому раунді Томаш Бердих [9]     |
| 28     | 31      | Фернандо Вердаско     | 1,225      | 90               | 45           | 1,180      | Його переміг у третьому колі Кей Нісікорі [5]         |
| 29     | 32      | Сантьяго Хіральдо     | 1,210      | 25               | 10           | 1,195      | Його переміг у другому колі Олександр Долгополов      |
| 30     | 33      | Андреас Сеппі         | 1,185      | 45               | 45           | 1,185      | Його переміг у третьому колі Роджер Федерер [2]       |
| 31     | 34      | Жеремі Шарді          | 1,150      | 25               | 10           | 1,135      | Його переміг у другому колі Дональд Янг               |
| 32     | 35      | Бернард Томіч         | 1,150      | 0                | 180          | 1,330      | знявся у чвертьфіналі проти Новак Джокович [1]        |
| 33     | 36      | Жіль Мюллер           | 1,146      | 0                | 10           | 1,156      | Його переміг у другому колі Джек Сок                  |

### Інші учасники
Нижче наведено учасників, які отримали вайлдкард на участь в основній сітці:
- Танасі Коккінакіс
- Остін Крайчек
- Деніс Кудла
- Раян Гаррісон
- Тім Смичек

Учасники, що потрапили в основну сітку завдяки захищеному рейтингу:
- Марді Фіш

Нижче наведено гравців, які пробились в основну сітку через стадію кваліфікації:
- Міхаель Беррер
- Алекс Болт
- Борна Чорич
- Френк Данцевич
- Тіємо де Баккер
- Джеймс Дакворт
- Віктор Генеску
- Філіп Країнович
- Юрген Мельцер
- Денис Новіков
- Едуар Роже-Васслен
- Міша Зверєв

Як щасливий лузер в основну сітку потрапили такі гравці:
- Даніель Хімено-Травер

### Відмовились від участі
До початку турніру
- Ніколас Альмагро → його замінив  Іван Додіг
- Карлос Берлок → його замінив  Дастін Браун
- Давід Ґоффен (біль ребра) → його замінив  Ігор Сійслінґ
- Томмі Гаас (праве плече) → його замінив  Тацума Іто
- Паоло Лоренці → його замінив  Марінко Матосевич
- Леонардо Маєр → його замінив  Даніель Хімено-Травер
- Гаель Монфіс (травма лівого коліна) → його замінив  Робін Гаасе
- Радек Штепанек → його замінив  Маркос Багдатіс
- Янко Типсаревич → його замінив  Андреас Гайдер-Маурер
- Жо-Вілфрід Тсонга → його замінив  Сем Грот

Під час турніру
- Бернард Томіч

### Знялись
- Рішар Гаске
- Михайло Кукушкін
- Їржі Веселий

## Учасники основної сітки в парному розряді

### Сіяні
| Країна     | Гравець            | Країна   | Гравець            | Рейтинг1 | Сіяний |
| ---------- | ------------------ | -------- | ------------------ | -------- | ------ |
| США        | Боб Браян          | США      | Майк Браян         | 2        | 1      |
| Хорватія   | Іван Додіг         | Бразилія | Марсело Мело       | 9        | 2      |
| Франція    | Жульєн Беннето     | Франція  | Едуар Роже-Васслен | 15       | 3      |
| Нідерланди | Жан-Жульєн Роєр    | Румунія  | Горія Текеу        | 18       | 4      |
| Австрія    | Александер Пея     | Бразилія | Бруно Соарес       | 24       | 5      |
| Іспанія    | Марсель Гранольєрс | Іспанія  | Марк Лопес         | 25       | 6      |
| Індія      | Роган Бопанна      | Канада   | Деніел Нестор      | 30       | 7      |
| Канада     | Вашек Поспішил     | США      | Джек Сок           | 31       | 8      |

- 1 Рейтинг подано станом на 9 березня 2015.

#### Інші учасники
Нижче наведено пари, які отримали вайлдкард на участь в основній сітці:
- Роджер Федерер /  Міхаель Ламмер
- Танасі Коккінакіс /  Енді Маррей

Наведені нижче пари отримали місце як заміна:
- Сантьяго Хіральдо /  Лукаш Росол

#### Відмовились від участі
До початку турніру
- Марин Чилич

## Учасниці

### Сіяні
Нижче подано список сіяних гравчинь. Посів ґрунтується на рейтингові WTA станом на 2 березня 2015 року. Очки перед подано станом на 9 березня 2015.
| Сіяна | Рейтинг | Гравчиня             | Очки перед | Очки, що захищає | Очки здобуті | Очки після | Підсумок                                              |
| ----- | ------- | -------------------- | ---------- | ---------------- | ------------ | ---------- | ----------------------------------------------------- |
| 1     | 1       | Серена Вільямс       | 9,592      | 0                | 390          | 9,982      | знялись в півфіналі проти Сімона Халеп [3]            |
| 2     | 2       | Марія Шарапова       | 8,215      | 65               | 120          | 8,270      | Її перемогла у четвертому раунді Флавія Пеннетта [15] |
| 3     | 3       | Сімона Халеп         | 6,571      | 390              | 1,000        | 7,181      | Фінал — Єлена Янкович [18]                            |
| 4     | 5       | Каролін Возняцкі     | 4,825      | 120              | 65           | 4,770      | Її перемогла в третьому колі Белінда Бенчич [31]      |
| 5     | 6       | Ана Іванович         | 4,425      | 65               | 65           | 4,425      | Її перемогла в третьому колі Каролін Гарсія [25]      |
| 6     | 7       | Ежені Бушар          | 4,306      | 120              | 120          | 4,306      | Її перемогла в четвертому раунді Леся Цуренко [Q]     |
| 7     | 8       | Агнешка Радванська   | 4,065      | 650              | 65           | 3,480      | Її перемогла в третьому колі Гезер Вотсон             |
| 8     | 9       | Катерина Макарова    | 3,420      | 65               | 65           | 3,420      | Її перемогла в третьому колі Тімеа Бачинскі [27]      |
| 9     | 10      | Андреа Петкович      | 3,190      | 10               | 10           | 3,190      | Її перемогла у другому колі Леся Цуренко [Q]          |
| 10    | 11      | Луціє Шафарова       | 2,995      | 65               | 65           | 2,995      | Її перемогла в третьому колі Еліна Світоліна [23]     |
| 11    | 12      | Сара Еррані          | 2,750      | 65               | 65           | 2,750      | Її перемогла в третьому колі Сабіне Лісіцкі [24]      |
| 12    | 13      | Карла Суарес Наварро | 2,660      | 65               | 215          | 2,810      | Її перемогла у чвертьфіналі Сімона Халеп [3]          |
| 13    | 14      | Анджелік Кербер      | 2,650      | 10               | 10           | 2,650      | Її перемогла у другому колі Слоун Стівенс             |
| 14    | 15      | Кароліна Плішкова    | 2,620      | 65               | 120          | 2,675      | Її перемогла в четвертому раунді Сімона Халеп [3]     |
| 15    | 16      | Флавія Пеннетта      | 2,560      | 1,000            | 215          | 1,775      | Її перемогла у чвертьфіналі Сабіне Лісіцкі [24]       |
| 16    | 18      | Медісон Кіз          | 2,100      | 35               | 65           | 2,130      | Її перемогла в третьому колі Єлена Янкович [18]       |
| 17    | 20      | Барбора Стрицова     | 2,055      | 35               | 10           | 2,030      | Її перемогла у другому колі Анастасія Павлюченкова    |
| 18    | 21      | Єлена Янкович        | 2,030      | 215              | 650          | 2,465      | Її перемогла у фіналі Сімона Халеп [3]                |
| 19    | 22      | Гарбінє Мугуруса     | 2,015      | 10               | 65           | 2,070      | Її перемогла в третьому колі Кароліна Плішкова [14]   |
| 20    | 24      | Алізе Корне          | 1,925      | 120              | 65           | 1,870      | Її перемогла в третьому колі Леся Цуренко [Q]         |
| 21    | 25      | Саманта Стосур       | 1,835      | 65               | 65           | 1,835      | Її перемогла в третьому колі Флавія Пеннетта [15]     |
| 22    | 26      | Світлана Кузнецова   | 1,760      | 65               | 65           | 1,760      | Її перемогла в третьому колі Слоун Стівенс            |
| 23    | 27      | Еліна Світоліна      | 1,740      | 35               | 120          | 1,825      | Її перемогла в четвертому раунді Тімеа Бачинскі [27]  |
| 24    | 28      | Сабіне Лісіцкі       | 1,651      | 10               | 390          | 2,031      | Її перемогла в півфіналі Єлена Янкович [18]           |
| 25    | 29      | Каролін Гарсія       | 1,755      | 35               | 120          | 1,840      | Її перемогла в четвертому раунді Сабіне Лісіцкі [24]  |
| 26    | 30      | Варвара Лепченко     | 1,540      | 65               | 65           | 1,540      | Її перемогла в третьому колі Сімона Халеп [3]         |
| 27    | 31      | Тімеа Бачинскі       | 1,799      | 0                | 215          | 2,014      | Її перемогла у чвертьфіналі Серена Вільямс [1]        |
| 28    | 32      | Заріна Діяс          | 1,495      | 0                | 65           | 1,560      | Її перемогла в третьому колі Серена Вільямс [1]       |
| 29    | 33      | Каміла Джорджі       | 1,485      | 120              | 10           | 1,375      | Її перемогла у другому колі Гезер Вотсон              |
| 30    | 36      | Коко Вандевей        | 1,423      | 35               | 65           | 1,453      | Її перемогла в третьому колі Ежені Бушар [6]          |
| 31    | 37      | Белінда Бенчич       | 1,326      | 10               | 120          | 1,436      | Її перемогла в четвертому раунді Єлена Янкович [18]   |
| 32    | 38      | Вікторія Азаренко    | 1,303      | 10               | 65           | 1,358      | Її перемогла в третьому колі Марія Шарапова [2]       |

#### Інші учасниці
Нижче наведено учасниць, які отримали вайлдкард на участь в основній сітці:
- Луїза Чиріко
- Ірина Фалконі
- Ніколь Гіббс
- Бетані Маттек-Сендс
- Грейс Мін
- Тейлор Таунсенд
- Сачія Вікері
- Серена Вільямс[2]

Учасниці, що потрапили в основну сітку завдяки захищеному рейтингу:
- Віра Звонарьова

Нижче наведено гравчинь, які пробились в основну сітку через стадію кваліфікації:
- Лара Арруабаррена
- Дарія Гаврилова
- Полона Герцог
- Луціє Градецька
- Унс Джабір
- Сесил Каратанчева
- Катерина Козлова
- Юлія Путінцева
- Євгенія Родіна
- Леся Цуренко
- Алісон ван Ейтванк
- Чжу Лінь

#### Відмовились від участі
До початку турніру
- Ірина-Камелія Бегу → її замінила  Катерина Сінякова
- Домініка Цібулкова (операція на ахіллі) → її замінила  Донна Векич
- Кейсі Деллаква → її замінила  Яніна Вікмаєр
- Петра Квітова (виснаження) → її замінила  Шанелль Схеперс
- Пен Шуай (травма спини) → її замінила  Чжен Сайсай
- Лора Робсон → її замінила  Александра Крунич
- Ярослава Шведова → її замінила  Франческа Ск'явоне
- Ч Шуай → її замінила  Алла Кудрявцева

Під час турніру
- Серена Вільямс

#### Знялись
- Леся Цуренко

## Учасниці в парному розряді

### Сіяні
| Країна            | Гравчиня          | Країна   | Гравчиня             | Рейтинг1 | Сіяна |
| ----------------- | ----------------- | -------- | -------------------- | -------- | ----- |
| Швейцарія         | Мартіна Хінгіс    | Індія    | Саня Мірза           | 12       | 1     |
| Росія             | Катерина Макарова | Росія    | Олена Весніна        | 16       | 2     |
| США               | Ракель Копс-Джонс | США      | Абігейл Спірс        | 20       | 3     |
| Китайський Тайбей | Сє Шувей          | Італія   | Флавія Пеннетта      | 21       | 4     |
| Іспанія           | Гарбінє Мугуруса  | Іспанія  | Карла Суарес Наварро | 25       | 5     |
| Угорщина          | Тімеа Бабош       | Франція  | Крістіна Младенович  | 31       | 6     |
| Франція           | Каролін Гарсія    | Словенія | Катарина Среботнік   | 43       | 7     |
| Чехія             | Андреа Главачкова | Чехія    | Луціє Градецька      | 46       | 8     |

- 1 Рейтинг подано станом на 2 березня 2015.

#### Інші учасниці
Нижче наведено пари, які отримали вайлдкард на участь в основній сітці:
- Даніела Гантухова /  Карін Кнапп
- Ана Іванович /  Анджелік Кербер
- Світлана Кузнецова /  Коко Вандевей
- Слоун Стівенс /  Тейлор Таунсенд

#### Відмовились від участі
Під час турніру
- Тейлор Таунсенд (травма лівої ноги)

## Переможці та фіналісти

### Чоловіки. Одиночний розряд
- Новак Джокович —  Роджер Федерер, 6–3, 6–7(5–7), 6–2

### Одиночний розряд. Жінки
- Сімона Халеп —  Єлена Янкович, 2–6, 7–5, 6–4

### Парний розряд. Чоловіки
- Вашек Поспішил /  Джек Сок —  Сімоне Болеллі /  Фабіо Фоніні, 6–4, 6–7(3–7), [10–7]

### Парний розряд. Жінки
- Мартіна Хінгіс /  Саня Мірза —  Катерина Макарова /  Олена Весніна, 6–3, 6–4